# Red Tails
Red Tails è un film del 2012 diretto da Anthony Hemingway, interpretato da Cuba Gooding Jr. e Terrence Howard.
La storia, scritta da John Ridley, racconta le gesta dei Tuskegee Airmen, il primo squadrone della United States Army Air Forces (USAAF) composto unicamente da afroamericani, durante la seconda guerra mondiale.

## Trama
Nel 1944, dopo il razzismo duraturo per tutta la loro assunzione e formazione del programma di formazione Tuskegee, uno squadrone di giovani afro-americani USAAF di piloti sono finalmente mandati a combattere in Italia con dei vecchi Curtiss P-40. Nonostante le perdite di personale, il Tuskegee Airmen farà la differenza, diventando i più richiesti piloti di scorta dei bombardieri, che come ricompensa fanno dotare lo squadrone di nuovi e fiammanti North American P-51 Mustang su cui saranno dipinte le code di rosso (appunto "Red Tails").

## Produzione
George Lucas ha iniziato a sviluppare Red Tails intorno al 1988 dopo aver sentito del Tuskegee Airmen dal suo amico George Hall, un fotografo. Il primo Trailer viene pubblicato verso metà 2011, e vengono anche pubblicati varie clip accompagnate da foto. Girato in Italia (alcune scene presso l'Aeroporto di Cuneo-Levaldigi) e Croazia. Ha avuto un budget di 58 milioni di dollari.

## Accoglienza

### Incassi
Nel gennaio 2012, arriva in seconda posizione tra i 10 miglior film della settimana negli Stati Uniti d'America, incassando ben 18,1 milioni di dollari. L'incasso totale ammonta a circa 50 milioni di dollari..

### Critica
Il film presenta molte inesattezze a causa dell'approccio molto romanzesco del regista sui fatti realmente accaduti: come l'affondamento di un incrociatore da parte di aerei da caccia con i soli proiettili, oppure l'abbattimento di molti Me 262 da parte dei P-51. In realtà per abbattere un Me 262 si doveva escogitare una strategia che impiegasse almeno 10 caccia P-51, oppure tendergli un'imboscata durante l'atterraggio, comunque i piloti che si possono fregiare dell'abbattimento di un solo Me 262 sono pochi e comunque assi fuori dall'ordinario come il famosissimo Charles Yeager o il sovietico Ivan Nikitovič Kožedub. L'unico a riuscire ad abbatterne due fu Drew B. Urban.
Red Tails ha ricevuto critiche mista a recensioni negative da molti utenti, attualmente in possesso di un rating del 35% su Rotten Tomatoes, il consenso afferma: "Nonostante un degno fatto a base di storia e ovvie buone intenzioni, Red Tails soffre di una sola dimensione caratteri, il dialogo banale, e cumuli di cliché ".  Su Metacritic, il film mantiene un rating 46/100, che indica "recensioni contrastanti o medio".  In una divergenza da molte delle recensioni critiche iniziali, Roger Ebert del Chicago Sun ha espresso la tipica reazione del pubblico, "Red Tails è divertente. Gli spettatori se lo possono godere. Le scene di combattimento aereo sono abilmente fatte ed emozionanti".

## Distribuzione
La pellicola è uscita negli USA il 20 gennaio 2012, mentre in Italia è stata distribuita solo sugli store digitali e, in seguito, sulla piattaforma Disney+.